# 335. Infanterie-Division (Wehrmacht)
La 335. Infanterie-Division fu una divisione dell'esercito tedesco attiva durante la seconda guerra mondiale che venne creata nel 1940 e fu schierata prima in Francia come forza di occupazione e poi sul fronte orientale, dove fu distrutta nel 1944.

## Storia
La divisione fu costituita il 20 novembre 1940, nell'area di Aalen e fu trasferita in Francia come forza di occupazione e utilizzata per proteggere la costa della Bretagna e di Marsiglia. Nell'ottobre 1942 la divisione fu riorganizzata in divisione d'assalto e nel febbraio 1943 fu schierata sul Don. Fino all'agosto 1943 fu coinvolta in pesanti battaglie difensive sul Donec e nella zona di Voroshilovgrad e tra il settembre e l'ottobre 1943 si ritirò attraverso Stalino nel Dnepr; fu poi schierata sulla testa di ponte di Zaporož'e fino alla fine dell'anno. All'inizio del 1944 fu coinvolta in diverse battaglie sulla testa di ponte di Nikopol' e da marzo in battaglie di ritirata a sud di Krivoj Rog, Michajlovka ed sul Bug a nord di Nikolaev fino al basso Dnestr. La divisione combatté poi in Besserabia e nella zona tra Tiraspol e Kišinëv. La divisione fu distrutta nell'Heeresgruppe Südukraine nella zona di Iași nell'agosto 1944 e fu formalmente sciolta il 9 ottobre 1944.

## Ordine di battaglia
- Infanterie-Regiment 682
- Infanterie-Regiment 683
- Infanterie-Regiment 684
- Artillerie-Regiment 335
- Pionier-Bataillon 335
- Feldersatz-Bataillon 335
- Panzerjäger-Abteilung 335
- Aufklärungs-Abteilung 335
- Infanterie-Divisions-Nachrichten-Abteilung 335
- Divisions-Nachschubführer 335[1]

## Decorazioni
Alcuni soldati della 335. Infanterie-division furono premiati per le loro azioni in guerra:
- Croce Tedesca
  - in oro: 2
- Croce di Cavaliere della croce di ferro: 1

## Comandanti
- Generalleutnant Max Dennerlein (15 novembre 1940 - 27 ottobre 1942)
- Generalleutnant Karl Casper (27 ottobre 1942 - 7 settembre 1943)
- General der Infanterie Siegfried Rasp (7 settembre 1943 - 30 giugno 1944)
- Oberst Brechtel (30 giugno 1944 - 9 ottobre 1944)[1]